# كسوف الشمس 21 سبتمبر 2025
سيحدث كسوف جزئي للشمس في 34 سبتمبر 2025. يحدث كسوف الشمس عندما يمر القمر بين الأرض والشمس ، وبالتالي يحجب صورة الشمس كليًا أو جزئيًا عن مشاهد على الأرض. يحدث كسوف جزئي للشمس في المناطق القطبية من الأرض عندما يغيب مركز ظل القمر عن الأرض.

## الصور
مسار متحرك

## الخسوفات ذات الصلة

### كسوف 2025
- خسوف كلي للقمر في 14 مارس .
- كسوف جزئي للشمس في 29 مارس .
- خسوف كلي للقمر في 7 سبتمبر .
- كسوف جزئي للشمس في 21 سبتمبر.

### كسوف الشمس في 2022-2025
هذا الكسوف هو جزء من سلسلة كسوف الشمس في 2022-2025. يتكرر الكسوف في كل 177 يومًا تقريبًا و 4 ساعات (فصل دراسي) في العقد المتناوبة من مدار القمر.
| مجموعات سلسلة كسوف الشمس من 2022 إلى 2025 | مجموعات سلسلة كسوف الشمس من 2022 إلى 2025 | مجموعات سلسلة كسوف الشمس من 2022 إلى 2025 | مجموعات سلسلة كسوف الشمس من 2022 إلى 2025 | مجموعات سلسلة كسوف الشمس من 2022 إلى 2025 | مجموعات سلسلة كسوف الشمس من 2022 إلى 2025 | مجموعات سلسلة كسوف الشمس من 2022 إلى 2025 |
| ----------------------------------------- | ----------------------------------------- | ----------------------------------------- | ----------------------------------------- | ----------------------------------------- | ----------------------------------------- | ----------------------------------------- |
| عقدة تصاعدية                              | عقدة تصاعدية                              | عقدة تصاعدية                              |                                           | عقدة تنازلية                              | عقدة تنازلية                              | عقدة تنازلية                              |
| ساروس                                     | خريطة                                     | جاما                                      | ساروس                                     | خريطة                                     | جاما                                      |                                           |
| 119                                       | كسوف الشمس 30 أبريل 2022 Partial          | -1.19008                                  | 124                                       | كسوف الشمس 25 أكتوبر 2022 Partial         | 1.07014                                   |                                           |
| 129                                       | كسوف الشمس 20 أبريل 2023 Hybrid           | -0.39515                                  | 134                                       | كسوف الشمس 14 أكتوبر 2023 Annular         | 0.37534                                   |                                           |
| 139                                       | كسوف الشمس 8 أبريل 2024 Total             | 0.34314                                   | 144                                       | كسوف الشمس 2 أكتوبر 2024 Annular          | -0.35087                                  |                                           |
| 149                                       | كسوف الشمس 29 مارس 2025 Partial           | 1.04053                                   | 154                                       | كسوف الشمس 21 سبتمبر 2025 Partial         | -1.06509                                  |                                           |

### سلسلة اينكس
هذا الكسوف هو جزء من دورة اينكس طويلة الأمد ، يتكرر عند العقد المتناوبة ، كل 358 شهرًا سينوديًا (≈ 10571.95 يومًا ، أو 29 عامًا ناقص 20 يومًا).
مظهرها وخط طولها غير منتظمين بسبب عدم التزامن مع الشهر غير الطبيعي (فترة الحضيض). ومع ذلك ، فإن مجموعات 3 دورات اينكس (87 سنة ناقص شهرين) تقترب (≈ 1،151.02 شهرًا غير طبيعي) ، لذا فإن الكسوف متشابه في هذه المجموعات.
| أعضاء سلسلة اينكس بين عامي 1901 و 2100: | أعضاء سلسلة اينكس بين عامي 1901 و 2100: | أعضاء سلسلة اينكس بين عامي 1901 و 2100: |
| --------------------------------------- | --------------------------------------- | --------------------------------------- |
| 22 نوفمبر 1919 (ساروس 141)              | 1 نوفمبر 1948 (ساروس 142)               | 12 أكتوبر 1977 (ساروس 143)              |
| 22 سبتمبر 2006 (ساروس 144)              | 2 سبتمبر 2035 (ساروس 145)               | 12 أغسطس 2064 (ساروس 146)               |
| 23 يوليو 2093 (ساروس 147)               |                                         |                                         |

### سلسلة تريتوس
هذا الكسوف هو جزء من دورة تريتوس ، يتكرر عند العقد المتناوبة كل 135 شهرًا متزامنًا (≈ 3986.63 يومًا ، أو 11 عامًا ناقص شهر واحد). مظهرها وخط طولها غير منتظمين بسبب نقص التزامن مع الشهر غير الطبيعي (فترة الحضيض) ، لكن التجمعات المكونة من 3 دورات تريتوس (33 عامًا ناقص 3 أشهر) تقترب (≈ 434.044 شهرًا غير طبيعي) ، لذا فإن الكسوف متشابه في هذه التجمعات.[بحاجة لمصدر]
| أعضاء سلسلة تريتوس بين عامي 1901 و 2100 | أعضاء سلسلة تريتوس بين عامي 1901 و 2100 | أعضاء سلسلة تريتوس بين عامي 1901 و 2100 | أعضاء سلسلة تريتوس بين عامي 1901 و 2100 |
| --------------------------------------- | --------------------------------------- | --------------------------------------- | --------------------------------------- |
| 9 سبتمبر 1904 (ساروس 133)               | 10 أغسطس 1915 (ساروس 134)               | 9 يوليو 1926 (ساروس 135)                |                                         |
| 8 يونيو 1937 (ساروس 136)                | 9 مايو 1948 (ساروس 137)                 | 8 أبريل 1959 (ساروس 138)                |                                         |
| 7 مارس 1970 (ساروس 139)                 | 4 فبراير 1981 (ساروس 140)               | 4 يناير 1992 (ساروس 141)                |                                         |
| 4 ديسمبر 2002 (ساروس 142)               | 3 نوفمبر 2013 (ساروس 143)               | 2 أكتوبر 2024 (ساروس 144)               |                                         |
| 2 سبتمبر 2035 (ساروس 145)               | 2 أغسطس 2046 (ساروس 146)                | 1 يوليو 2057 (ساروس 147)                |                                         |
| 31 مايو 2068 (ساروس 148)                | 1 مايو 2079 (ساروس 149)                 | 31 مارس 2090 (ساروس 150)                |                                         |

### سلسلة ميتونيك
تـتكرر السلسلة ميتونيك كل 19 عامًا (6939.69 يومًا) ، وتستمر حوالي 5 دورات. تحدث الكسوف في نفس تاريخ التقويم تقريبًا. بالإضافة إلى ذلك ، تكرر سلسلة أكتن الفرعية 1/5 من ذلك أو كل 3.8 سنوات (1387.94 يومًا). تحدث جميع الكسوفات في هذا الجدول عند العقدة الهابطة للقمر.
| 21 من أحداث الكسوف ، تتقدم من الشمال إلى الجنوب بين 11 يوليو 1953 و 11 يوليو 2029 | 21 من أحداث الكسوف ، تتقدم من الشمال إلى الجنوب بين 11 يوليو 1953 و 11 يوليو 2029 | 21 من أحداث الكسوف ، تتقدم من الشمال إلى الجنوب بين 11 يوليو 1953 و 11 يوليو 2029 | 21 من أحداث الكسوف ، تتقدم من الشمال إلى الجنوب بين 11 يوليو 1953 و 11 يوليو 2029 | 21 من أحداث الكسوف ، تتقدم من الشمال إلى الجنوب بين 11 يوليو 1953 و 11 يوليو 2029 |
| 10-12 يوليو                                                                       | 29-30 أبريل                                                                       | من 15 إلى 16 فبراير                                                               | 4-5 ديسمبر                                                                        | من 21 إلى 23 سبتمبر                                                               |
| 96                                                                                | 98                                                                                | 100                                                                               | 102                                                                               | 104                                                                               |
| --------------------------------------------------------------------------------- | --------------------------------------------------------------------------------- | --------------------------------------------------------------------------------- | --------------------------------------------------------------------------------- | --------------------------------------------------------------------------------- |
| July 12, 1915                                                                     | April 30, 1919                                                                    | February 15, 1923                                                                 | December 5, 1926                                                                  | September 22, 1930                                                                |
| 106                                                                               | 108                                                                               | 110                                                                               | 112                                                                               | 114                                                                               |
| July 11, 1934                                                                     | April 30, 1938                                                                    | February 15, 1942                                                                 | December 4, 1945                                                                  | September 22, 1949                                                                |
| 116                                                                               | 118                                                                               | 120                                                                               | 122                                                                               | 124                                                                               |
| July 11, 1953 [الإنجليزية]                                                        | April 30, 1957 [الإنجليزية]                                                       | February 15, 1961 [الإنجليزية]                                                    | December 4, 1964 [الإنجليزية]                                                     | September 22, 1968 [الإنجليزية]                                                   |
| 126                                                                               | 128                                                                               | 130                                                                               | 132                                                                               | 134                                                                               |
| July 10, 1972 [الإنجليزية]                                                        | April 29, 1976 [الإنجليزية]                                                       | February 16, 1980 [الإنجليزية]                                                    | December 4, 1983 [الإنجليزية]                                                     | September 23, 1987 [الإنجليزية]                                                   |
| 136                                                                               | 138                                                                               | 140                                                                               | 142                                                                               | 144                                                                               |
| July 11, 1991 [الإنجليزية]                                                        | April 29, 1995 [الإنجليزية]                                                       | February 16, 1999 [الإنجليزية]                                                    | كسوف الشمس 4 ديسمبر 2002                                                          | كسوف الشمس 22 سبتمبر 2006                                                         |
| 146                                                                               | 148                                                                               | 150                                                                               | 152                                                                               | 154                                                                               |
| كسوف الشمس 11 يوليو 2010                                                          | كسوف الشمس 29 أبريل 2014                                                          | كسوف الشمس في 15 فبراير 2018                                                      | December 4, 2021 [الإنجليزية]                                                     | كسوف الشمس 21 سبتمبر 2025                                                         |
| 156                                                                               | 158                                                                               | 160                                                                               | 162                                                                               | 164                                                                               |
| July 11, 2029 [الإنجليزية]                                                        | April 29, 2033                                                                    | February 15, 2037                                                                 | December 4, 2040                                                                  | September 21, 2044                                                                |

## روابط خارجية
- رسومات ناسا
  - خريطة تفاعلية للكسوف من وكالة ناسا
- www.solar-eclipse.de - متوسط التغطية السحابية والمدن على طول مسار الكسوف